# Baríton (instrument)
El baríton, conegut amb altres noms com barydon, paradon, paridon, pariton, viola paradon, viola di bordoni, [italià] viola di bardone, [alemany] viola di bordon, és un instrument musical semblant a la viola de gamba, que sobretot es va emprar des de final del segle xvii fins al principi del segle xix, en un moment en què la viola d'arc ja era en declivi. Segons la classificació de Hornbostel-Sachs pertany al grup 321.322-71, dels cordòfons compostos fregats amb un arquet. Actualment està en desús. Té un repertori pràcticament limitat a les composicions que Haydn va escriure per al príncep Nicolas Esterházy, el seu mecenes, que tocava aquest instrument.
Sol tenir uns 130 centímetres de longitud i té un cos que recorda una viola de gamba baixa amb quatre obertures flamiformes. Té sis cordes de budell i, entre set i vint —i fins i tot més— de metàl·liques que vibren per simpatia o que són tocades amb la tècnica del pizzicato, amb el dit polze de la mà esquerra. El batedor té entre set i nou trasts i descansa en un mànec molt ample per sota del qual passen les cordes simpàtiques. El claviller, acabat amb un cap i les clavilles als laterals, sol tenir forma de falç. Tant a Alemanya com a Àustria fou instrument valorat, a Viena l'utilitzaven sovint per a acompanyar òperes i oratoris.
Han sobreviscut barítons de molts períodes. Instruments importants del segle xvii es poden veure a Londres, Liz, Viena, Berlín i Nuremberg. Se'n coneixen catorze exemplars del segle xviii, tres del segle xix i trenta ja del segle xx. Dit l'«instruments dels reis», molts d'aquests barítons tenen decoracions especials tallades o pintades, així com sovint utilitzen materials cars com l'ivori o la mareperla.

## Repertori
Des dels inicis, aquest instrument feia la veu de lyra viol o mandora. Mentre que les cordes fregades portaven la melodia, les cordes pinçades feien l'acompanyament. Les primeres composicions per a aquest instrument foren una col·lecció anònima de danses (Swan baryton MS, c1640; ara a RUS-SPan), uns manuscrits a Kassel (entre el 1653, 1669 i 1670) i el treball publicat per Krause, amb notació modificada de llaüt francès. Les millors instruccions de com tocar l'instrument es troben a la introducció de la publicació de Krause. Més tard, al segle xviii, Haydn i els seus seguidors van notar en clau se sol les parts del baríton, sonant una octava per sota, i les notes pinçades s'indicaven amb números a sota del pentagrama, numerant les cordes de la més baixa a la més alta (a l'inrevés que al principi de tot). Els solos per a viola baixa d'aquest període, per exemple de C.F. Abel, foren escrits també en clau de sol. És poc freqüent en el repertori de música de cambra posterior per als instrumentistes trobar partitures que obliguin a tocar alhora els dos conjunts de corda (melodia i acompanyament), així que sovint es tocaven de manera alternada, exercint diferents rols en la textura de la música. Els intèrprets més reconeguts eren aquells qui tenien l'habilitat d'acompanyar-se a si mateixos seguint la pràctica barroca original.